# Бреј Боа Робер
Бреј Боа Робер (фр. Breuil-Bois-Robert) је насељено место у Француској у региону Париски регион, у департману Ивлен.
По подацима из 2011. године у општини је живело 713 становника, а густина насељености је износила 190,13 становника/km².

## Демографија
| 1962. | 1968. | 1975. | 1982. | 1990. | 2011. |
| ----- | ----- | ----- | ----- | ----- | ----- |
| 322   | 340   | 384   | 497   | 570   | 713   |